# Johannes Spalt

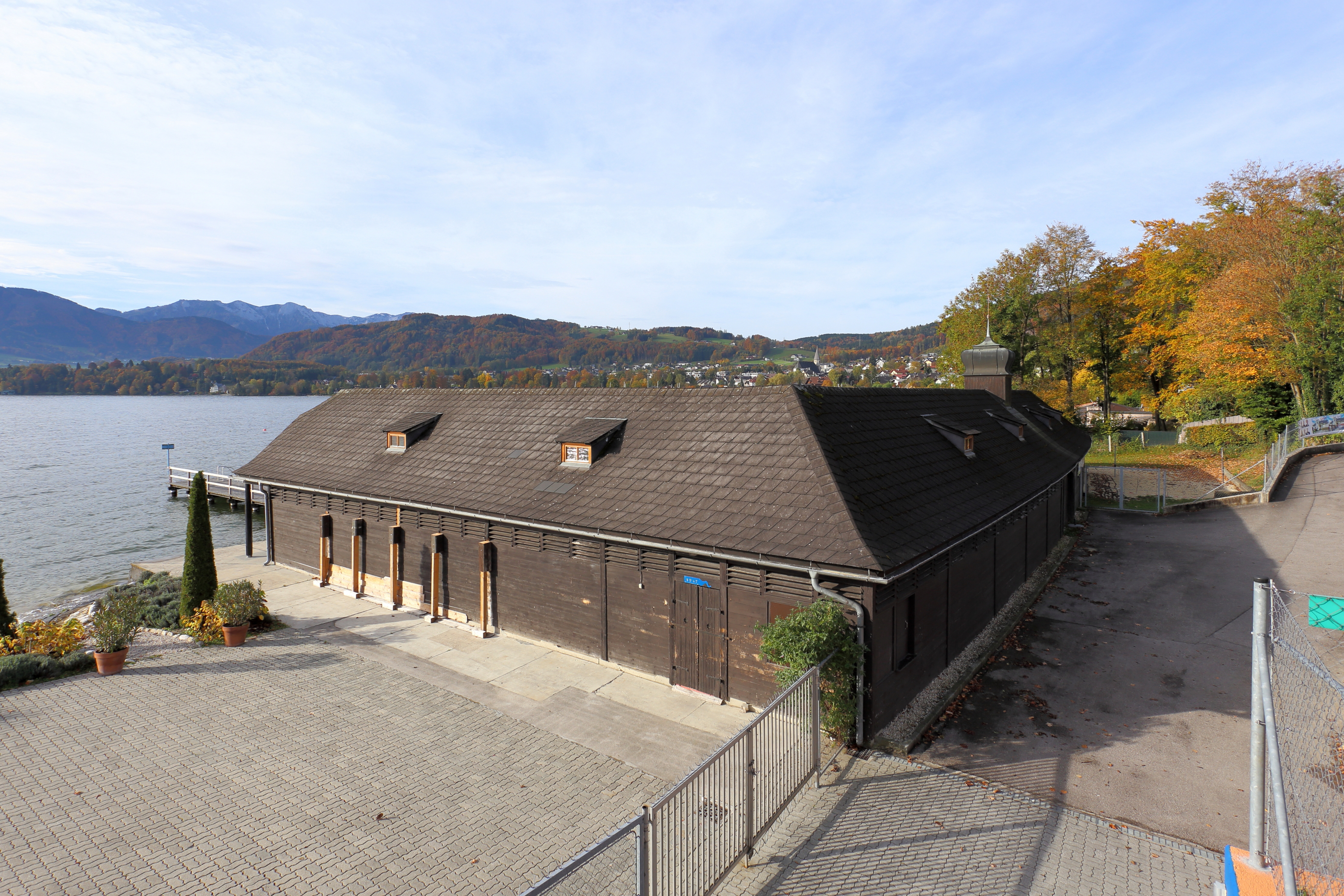
Seebad Altmünster (1946/47)

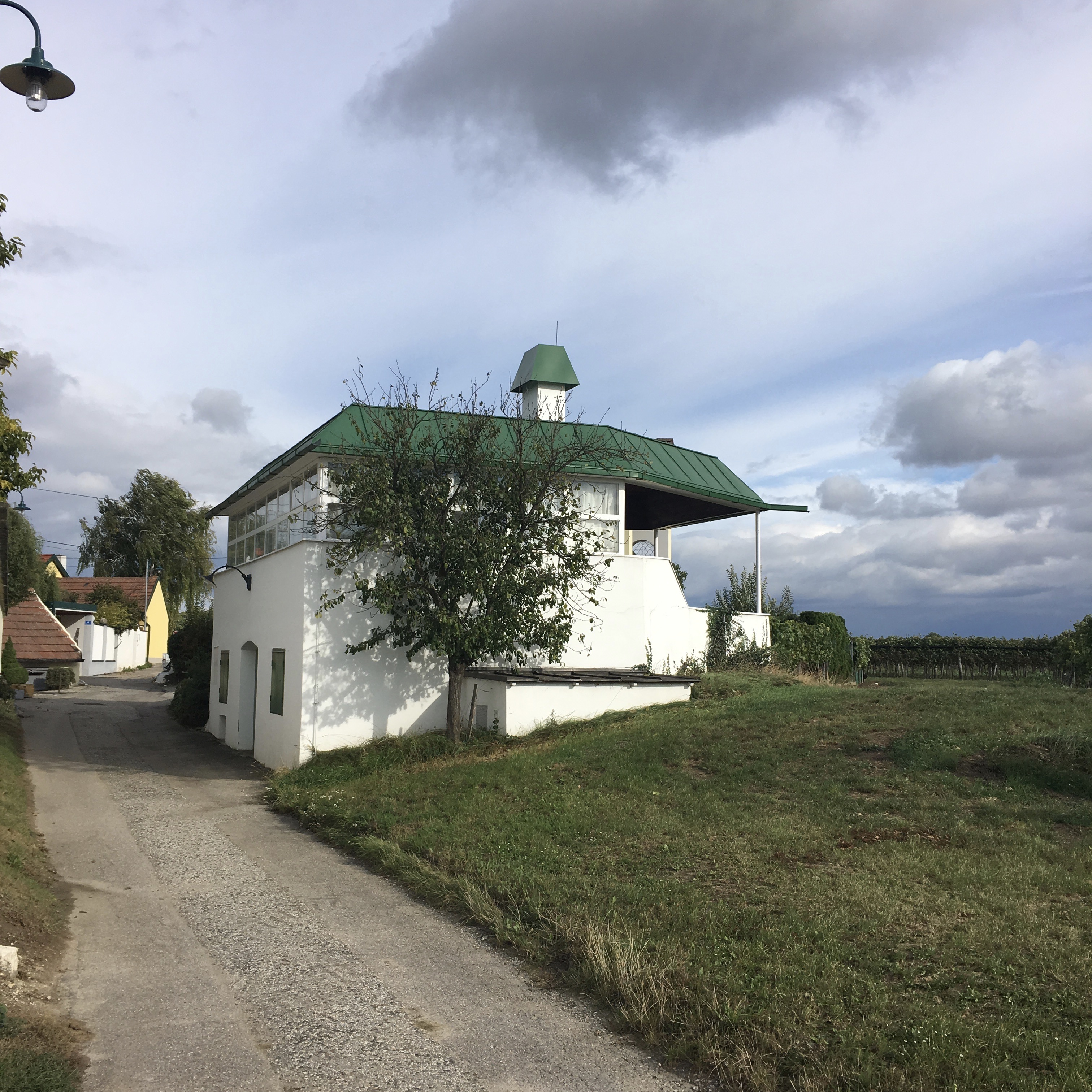
Gästehaus Wittmann (1966)

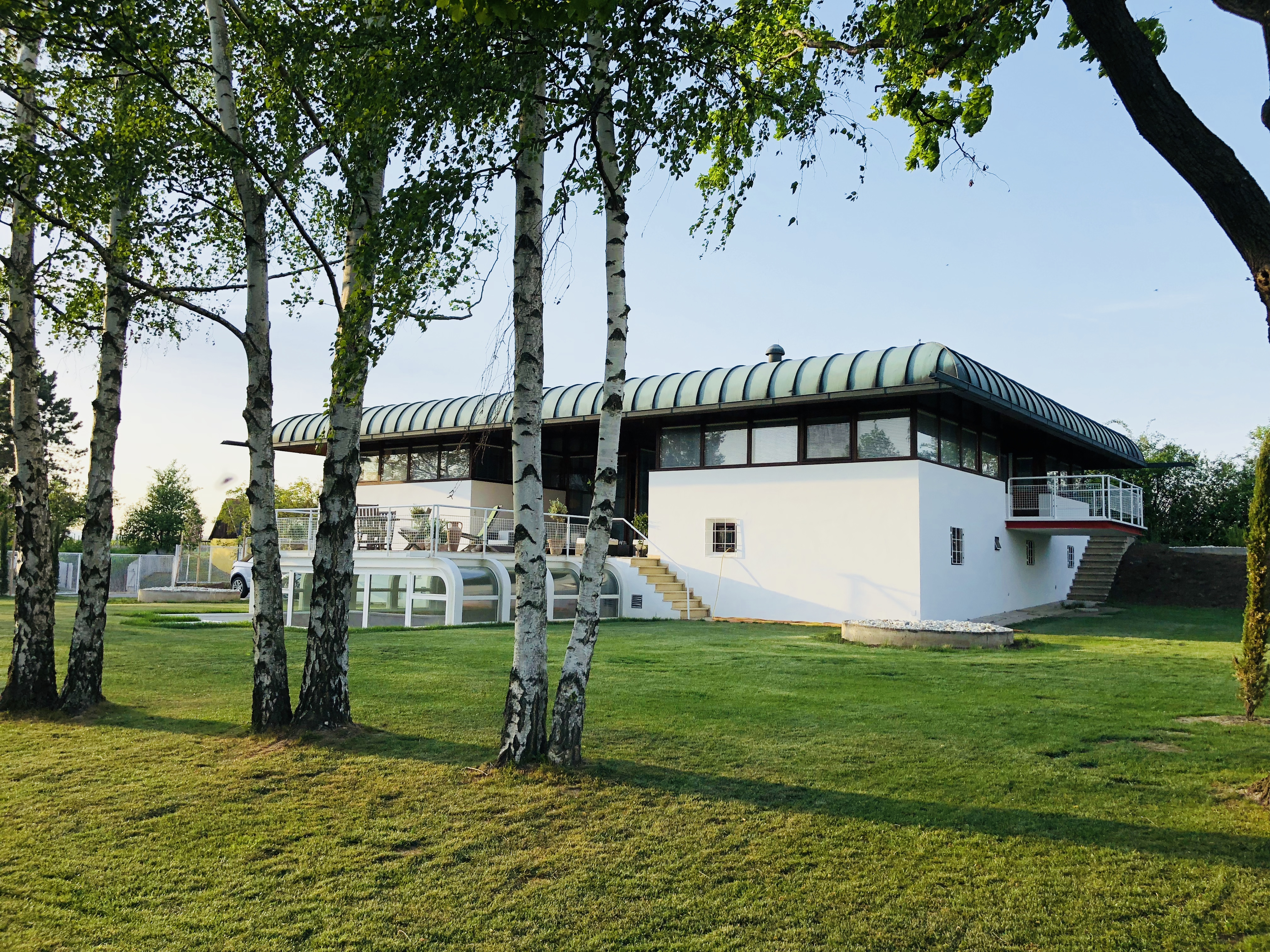
Haus Wittmann (1970–1975)

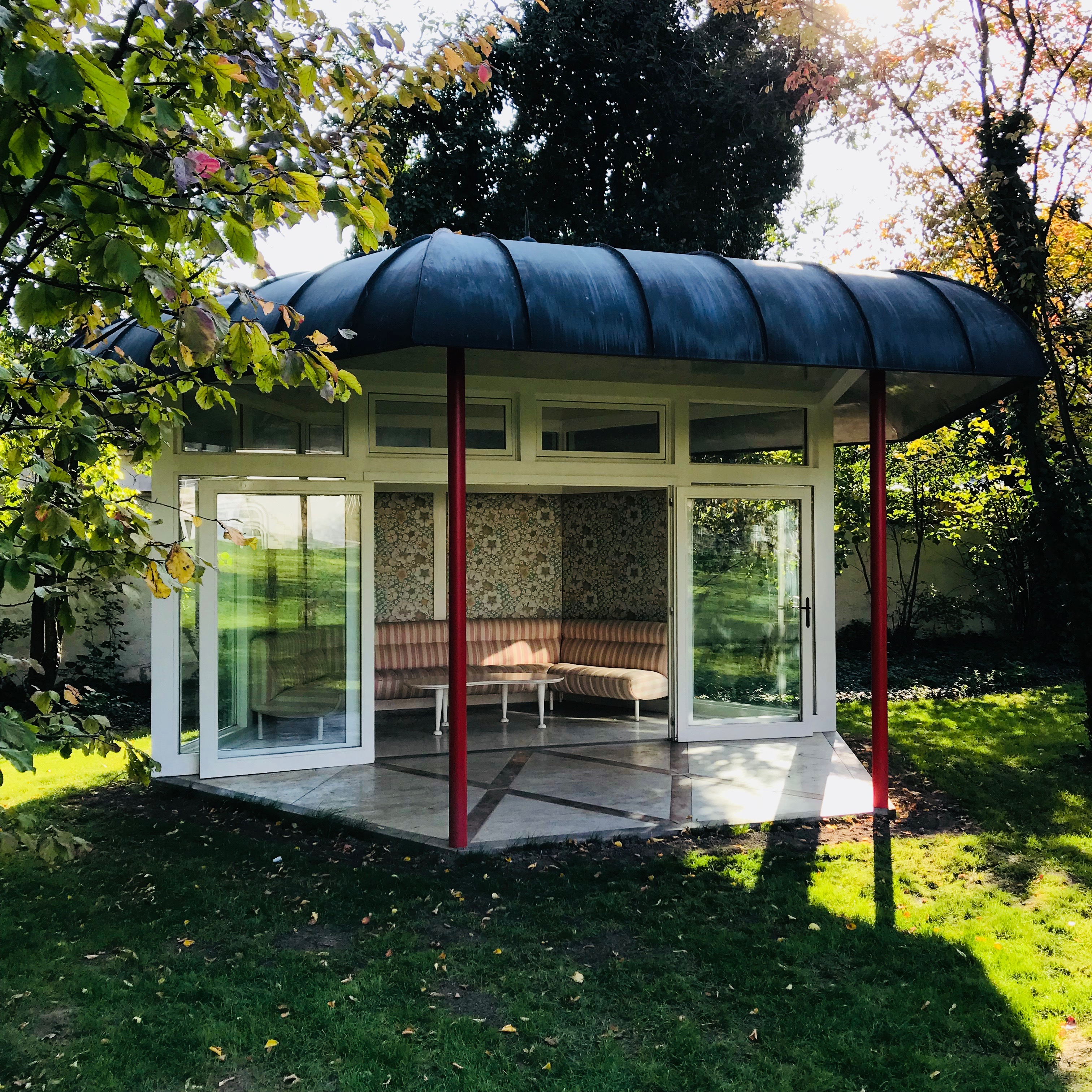
Salettl Wittmann (um 1975)

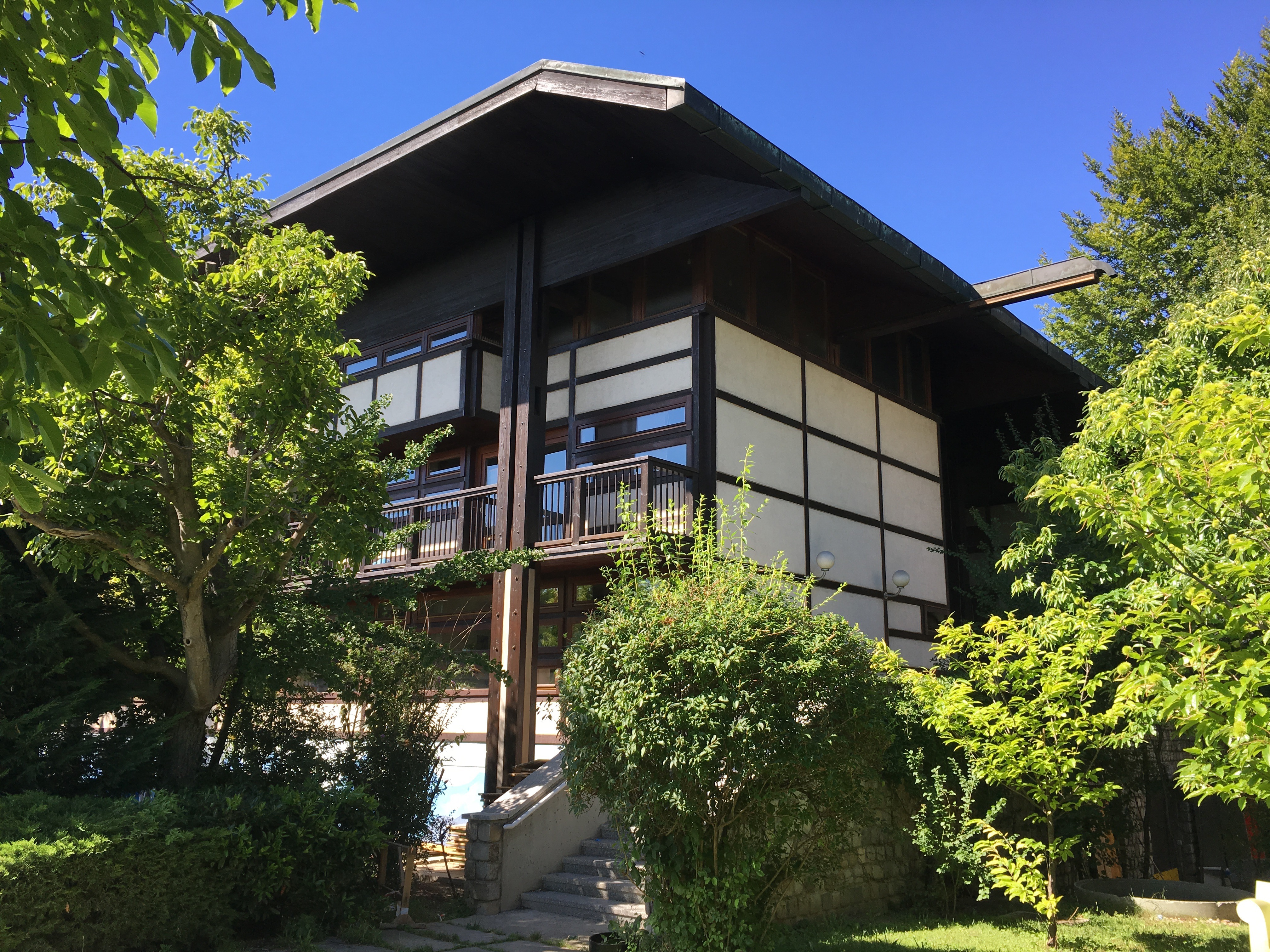
Salvatorkirche am Wienerfeld (1976–1979)

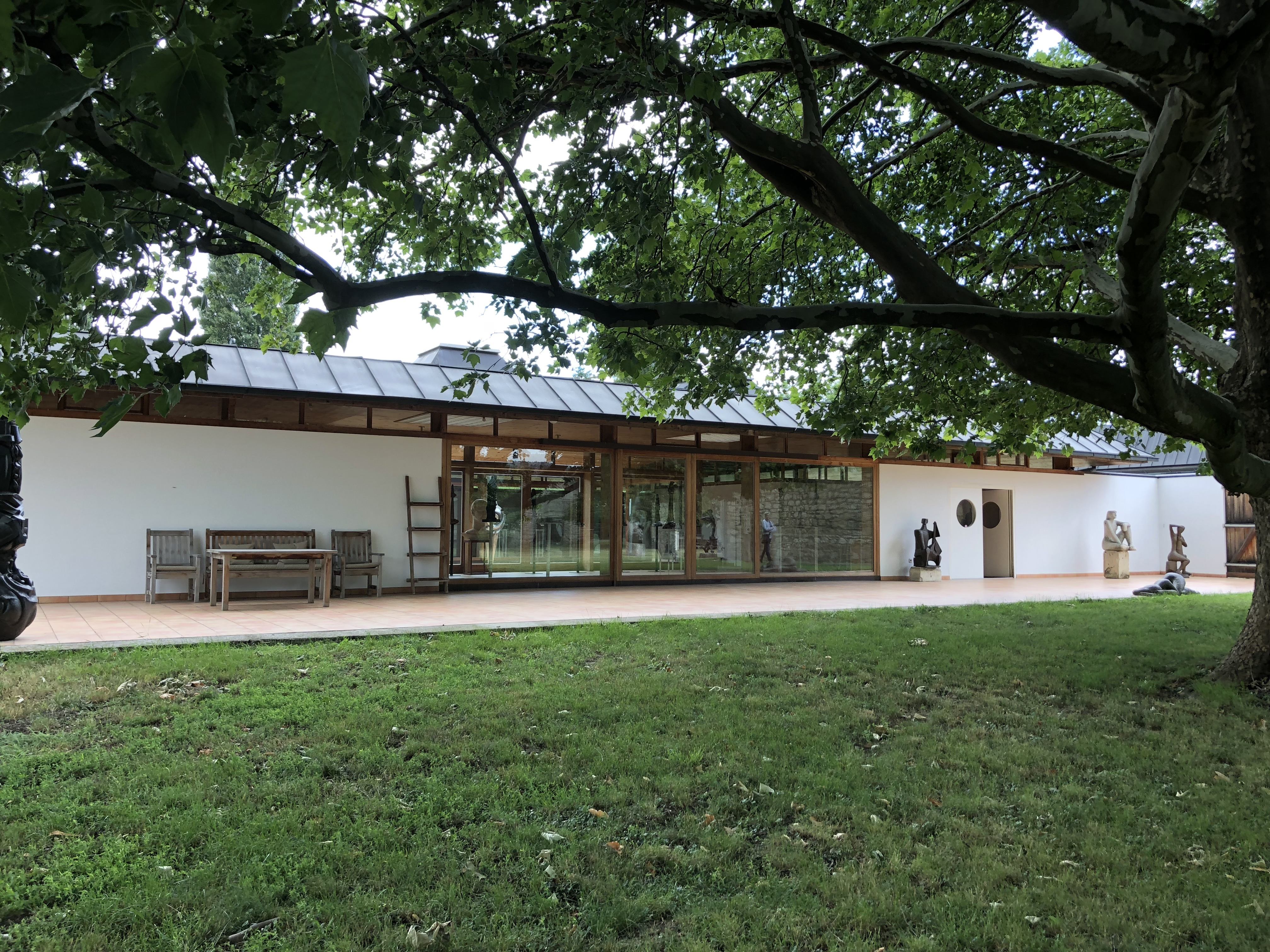
Ausstellungspavillon Wander Bertoni (1999–2000)

Johannes Spalt (* 29. September 1920 in Gmunden, Oberösterreich; † 2. Oktober 2010 in Wien) war ein österreichischer Architekt.

## Leben
Johannes Spalt besuchte die Gewerbeschule Salzburg und studierte ab 1949 Architektur an der Akademie der bildenden Künste Wien bei Clemens Holzmeister.
Er gründete mit Wilhelm Holzbauer, Friedrich Kurrent und bis 1953 mit Otto Leitner die arbeitsgruppe 4. Von 1969 an betrieb er in Wien sein eigenes Atelier, in teilweiser Zusammenarbeit mit Friedrich Kurrent. Von 1973 bis 1990 war Spalt Professor für Innenarchitektur und Industrieentwurf an der Universität für angewandte Kunst Wien und von 1975 bis 1979 auch deren Rektor.
Neben Entwürfen und realisierten Bauwerken schuf Spalt zahlreiche Möbelentwürfe, zum Beispiel für die Wittmann Möbelwerkstätten.
Johannes Spalt organisierte mit Kurrent die erste Loos-Ausstellung: 1962 in Paris und 1964 in Wien im neuen Museum des 20. Jahrhunderts. 1965 fand die erste Josef-Frank-Ausstellung in Wien statt.
In einer Würdigung anlässlich seines Todes nannte Architekturpublizist Jan Tabor Johannes Spalt „Prototyp des intellektuellen Architekten“ und bezeichnete „Spalts Bedeutung für die Wiederherstellung der Kultur in Österreich nach der Nazibarbarei“ als „groß- und einzigartig“.

## Auszeichnungen
- 1970 Preis der Stadt Wien für Architektur
- 1988 Heinrich-Tessenow-Medaille
- 1992 Mauriz-Balzarek-Preis, als Großer Kulturpreis des Landes Oberösterreich
- 1994 Kulturpreis des Landes Niederösterreich für Architektur
- 2002 Architekturpreis des Landes Burgenland für den Ausstellungspavillon Wander Bertoni in Winden am See
- 2007 Goldenes Ehrenzeichen der Stadt Wien[3]

## Projekte und Realisationen
- erste selbstständige Arbeit: 1946/47: Seebad Altmünster am Traunsee, Oberösterreich[4]
- in der Arbeitsgruppe 4: 1953–1956: Parscher Pfarrkirche Zum Kostbaren Blut, Stadt Salzburg
- mit Friedrich Kurrent: 1964–1966: Wittmann Möbelwerkstätten, Etsdorf am Kamp, Niederösterreich
- mit Friedrich Kurrent: 1964–1967: Terra-Baumaschinen AG, Vösendorf bei Wien
- 1966: Gästehaus Wittmann, Etsdorf am Kamp, Niederösterreich
- 1967–1969: Umbau / Zubau Haus Otto Schubert, Lustenau, Vorarlberg
- 1970: Grabsteinentwurf für Sergius Pauser, Wiener Zentralfriedhof, Ehrenhain, Gruppe 40, Grab Nr. 8, 11. Bezirk (Simmering)
- 1970–1975: Haus Wittmann und Salettl Wittmann, Etsdorf am Kamp, Niederösterreich
- mit Friedrich Kurrent: 1971–1974: Umbau und Erweiterung der Filiale Zentralsparkasse Floridsdorf („Z“), 21. Bezirk (Floridsdorf), Am Spitz 11
- 1975–1976: Ausstellungsbau Wander Bertoni, Wien
- 1976–1979: Salvatorkirche am Wienerfeld, 10. Bezirk (Favoriten), Wienerfeldgasse 11
- 1970er: Umbau Oskar-Kokoschka-Villa, Wilhelminenberg, 16. Bezirk (Ottakring)[5][6]
- 1984: Wohnhaus Varnhagengasse, Wien, 22. Bezirk (Donaustadt), Bezirksteil Stadlau
- 1986–1988: Haus Draxler, Nussdorf am Attersee, Oberösterreich
- mit Aneta Bulant-Kamenova: 1993–1996: Landeszentrale des Roten Kreuzes, Salzburg
- 1999–2000: Ausstellungspavillon Wander Bertoni, Winden am See, Burgenland[7]

## Schriften
- mit Helmfried Thalhammer und Carmela Haerdtl (Hrsg.): Oswald Haerdtl: 1899–1959, Hochschule für angewandte Kunst, Wien 1978.
- (Hrsg.): Der Architekt Oskar Strnad, zum 100. Geburtstage am 26. Oktober 1979, Hochschule für angewandte Kunst, Wien 1979.
- mit Hermann Czech: Josef Frank: 1885–1967, Löcker, Wien 1981, ISBN 3-85409-026-9.
- (Hrsg.): Gartenhäuser von Josef Hoffmann, Hochschule für angewandte Kunst, Wien 1985.
- (Hrsg.): Klapptische, Möbel Darstellung, Birkhäuser, Basel 1987, ISBN 3-7643-1909-7.
- (Hrsg.): Leichtmöbel, Möbel Darstellung, Birkhäuser, Basel 1994, ISBN 3-7643-5061-X.
- mit Otto Kapfinger: Portale & Geschäfte – historische Wiener Geschäftsanlagen, Böhlau, Wien 1999, ISBN 3-205-98545-1.